# Awiaszelf
Awiaszelf, ros. Авиашельф, właściwie Spółka Akcyjna "Kompania Lotnicza Awiaszelf", ros. Акционерное общество  "Авиационная компания Авиашельф" – rosyjskie linie lotnicze z siedzibą w Nogliki i głównymi portami bazowania w porcie lotniczym Nogliki, porcie lotniczym Nowostrojka (Ocha), porcie lotniczym Chomutowo (Jużno-Sachalińsk).
Linie dysponują samolotami: AW189 (1), DHC-6 Series 400 (2), Mi-8МТВ-1 (9), Mi-8Т (1).